# Selengen
Selengen is een bestuurslaag in het regentschap Noord-Lombok van de provincie West-Nusa Tenggara, Indonesië. Selengen telt 5187 inwoners (volkstelling 2010).